# Meeker megye
Meeker megye az Amerikai Egyesült Államokban, azon belül Minnesota államban található. Megyeszékhelye és legnagyobb városa Litchfield. Lakosainak száma 23 400 fő (2020. április 1.). Meeker megye Stearns, Wright, McLeod, Renville és Kandiyohi megyékkel határos.

## Népesség
A megye népességének változása:
| Lakosok száma | 23 308 | 23 197 | 23 064 | 23 119 | 23 102 | 23 400 |
|               | 2010   | 2011   | 2012   | 2013   | 2015   | 2020   |